# Trichopeltheca stevensii
Trichopeltheca stevensii är en svampart som beskrevs av S. Hughes 1966. Trichopeltheca stevensii ingår i släktet Trichopeltheca och familjen Euantennariaceae.   Inga underarter finns listade i Catalogue of Life.